# Hana Šromová
Hana Šromová (Kopřivnice, 10 aprile 1978) è un'ex tennista ceca.

## Biografia
Figlia di Jiri Srom e Hana Sromova venne allenata per anni da Lubomir Gerla, iniziò a praticare tennis all'età di sette anni.
Al Warsaw Open 2005 - Doppio in coppia con Lucie Hradecká arrivò alle semifinali. Anni dopo partecipò all'US Open 2008 - Singolare femminile, vinse nella sua carriera 8 tornei ITF, arrivò ad essere 87º nel ranking.

## Statistiche

### Risultati in progressione
| Sigla | Risultato               |
| ----- | ----------------------- |
| V     | Vincitore               |
| F     | Finalista               |
| SF    | Semifinalista           |
| O     | Oro olimpico            |
| A     | Argento olimpico        |
| SF    | Bronzo olimpico         |
| QF    | Quarti di Finale        |
| 4T    | Quarto turno            |
| 3T    | Terzo turno             |
| 2T    | Secondo turno           |
| 1T    | Primo turno             |
| RR    | Round Robin             |
| LQ    | Turno di qualificazione |
| A     | Assente                 |
| ND    | Non disputato           |

| Legenda superfici    |
| -------------------- |
| Cemento              |
| Terra battuta        |
| Erba                 |
| Superficie variabile |

#### Singolare nei tornei del Grande Slam
| Torneo          | 2006 | 2007 | 2008 | 2009 | 2010 | 2011 | 2012 | 2013 | 2014 |
| --------------- | ---- | ---- | ---- | ---- | ---- | ---- | ---- | ---- | ---- |
| Australian Open | 2T   | A    | A    | A    | A    | A    | A    | A    | A    |
| Open di Francia | 2T   | A    | A    | A    | A    | A    | A    | A    | A    |
| Wimbledon       | 1T   | 2T   | A    | A    | A    | A    | A    | A    | A    |
| US Open         | 1T   | A    | 1T   | A    | A    | A    | A    | A    | A    |

#### Doppio nei tornei del Grande Slam
| Torneo          | 2006 | 2007 | 2008 | 2009 | 2010 | 2011 | 2012 | 2013 | 2014 |
| --------------- | ---- | ---- | ---- | ---- | ---- | ---- | ---- | ---- | ---- |
| Australian Open | 1T   | 1T   | A    | A    | A    | A    | A    | A    | A    |
| Open di Francia | A    | A    | A    | A    | A    | A    | A    | A    | A    |
| Wimbledon       | 3T   | A    | A    | A    | A    | A    | A    | A    | A    |
| US Open         | 1T   | A    | A    | A    | A    | A    | A    | A    | A    |

#### Doppio misto nei tornei del Grande Slam
Nessuna partecipazione